# Prometheus (film)
Prometheus è un film del 2012 diretto da Ridley Scott.
Si tratta di un film di fantascienza e orrore, con protagonisti Noomi Rapace, Michael Fassbender, Guy Pearce, Idris Elba, Logan Marshall-Green e Charlize Theron.
La pellicola è un prequel di Alien (1979), pur non essendovi direttamente collegata (oltre che ad essere ambientato altrove) e non incentrandosi sulla creatura aliena protagonista della saga. Scott lo definisce come dei "filamenti del DNA di Alien", e segue una storia separata dal franchise ma ambientata nello stesso universo; la sceneggiatura è incentrata sull'equipaggio della nave spaziale Prometheus che, seguendo una mappa stellare rinvenuta tra i manufatti di varie culture terrestri, scopre sulla luna LV-223 quella che potrebbe essere la chiave dell'origine della vita sulla Terra, ma nella ricerca s'imbatte in una minaccia che potrebbe causare l'estinzione della specie umana.
Il film fu candidato agli Oscar 2013 nella categoria migliori effetti speciali. Nel 2017 è uscito il sequel, intitolato Alien: Covenant.

## Trama
Mentre un disco volante parte da un pianeta, una creatura aliena umanoide ingerisce un misterioso liquido nero semovente e a causa di questo inizia a disgregarsi, cadendo in una cascata e innescando una reazione biogenetica con il proprio DNA.
Scozia, isola di Skye, anno 2089. La coppia di archeologi Elizabeth Shaw e Charlie Holloway scopre sulla parete di una grotta dei graffiti che mostrano una mappa stellare dipinta, identica a quella di molte altre culture antiche non collegate tra loro. I due interpretano questa mappa come un invito fatto dai precursori della vita sulla Terra, gli "Ingegneri". Peter Weyland, l'anziano presidente della Weyland Corporation, finanzia il progetto per la costruzione della nave scientifica Prometheus, progettata per raggiungere l'unico luogo nel quale la disposizione dei pianeti è come compare nella mappa ritrovata. Nel 2093 viene così raggiunta la luna LV-223 del gigante gassoso Calpamos. L'equipaggio della nave, che viaggiava in ibernazione, viene svegliato dall'androide David 8 (di aspetto completamente umano) poco prima di avvicinarsi al satellite. La Prometheus atterra nei pressi di una grande struttura, che la squadra si prepara a esplorare. All'equipaggio è affidato l'incarico di trovare tracce degli Ingegneri sul pianeta. Prima dell'inizio della spedizione, Meredith Vickers, autorità di controllo della missione, ordina all'equipaggio di non prendere contatto con eventuali esseri alieni incontrati sul percorso.
All'interno della struttura aliena, dove l'aria diventa pura e respirabile, il gruppo rinviene il cadavere di una creatura aliena decapitata dalla chiusura di una porta. David, digitando alcune iscrizioni, fa apparire degli ologrammi che mostrano gli antichi Ingegneri correre lungo i corridoi della struttura, come se stessero fuggendo. Quando riesce ad aprire la porta, trova una sala piena di cilindri di pietra posti di fronte a un gigantesco monolito, la cui forma ricorda una testa umana. Il gruppo scopre più avanti altri cadaveri degli imponenti esseri, ipotizzando che la loro razza sia estinta. All'insaputa dell'equipaggio, David preleva uno dei cilindri, mentre dagli altri inizia a fuoriuscire un viscoso liquido nero, che comincia a spargersi sul pavimento, finendo sopra piccoli parassiti simili a vermi. Una forte tempesta in arrivo costringe la squadra a ritornare velocemente sulla Prometheus, lasciando però i membri Millburn e Fifield (che si erano allontanati dal gruppo) all'interno della struttura.
Nei laboratori della nave si scopre che il DNA degli Ingegneri coincide con quello degli esseri umani. Intanto, David analizza il cilindro recuperato, prendendo un campione del liquido nero che farà ingerire a Holloway a sua insaputa, il quale più tardi ha un rapporto sessuale con Shaw. Nel frattempo, all'interno del mausoleo alieno, una piccola creatura simile a un serpente (uno dei vermi mutati dal liquido nero) attacca Millburn, spezzandogli il braccio e spruzzando dell'acido sul casco di Fifield, esponendolo così alla melma nera. Più tardi il gruppo ritorna nella struttura aliena e scopre il cadavere di Millburn, mentre David si separa dal gruppo e scopre in una sala di controllo l'ologramma di una mappa stellare, che evidenzia la Terra e gli Ingegneri intenti a selezionare quest'ultimo pianeta come destinazione; inoltre trova un Ingegnere vivo in stasi.
Intanto l'ingestione del liquido nero causa un'infezione a Holloway, che inizia a sentirsi male. Holloway, aiutato da Shaw, torna di corsa alla nave chiedendo aiuto, ma Vickers non lo lascia entrare, e Holloway, sapendo che la propria condizione comprometterebbe l'intero equipaggio, si fa bruciare con un lanciafiamme da Vickers. Una scansione medica di David rivela che Shaw, pur essendo sterile, porta in grembo una creatura non umana. Orripilata, Shaw scappa e decide di usare la capsula chirurgica automatizzata (che guida lei stessa manualmente, in quanto era impostata per operare solo uomini) nella suite di Vickers per estrarre il feto, che si rivela essere uno strano organismo simile a un calamaro. Camminando in stato confusionale per la nave, scopre che lo stesso Weyland ha viaggiato nella Prometheus di nascosto: egli spiega a Shaw che, prima di morire, avrebbe cercato di parlare con gli Ingegneri per ottenere la vita eterna. Mentre si reca fuori, Vickers lo chiama "padre".
Nel frattempo, l'hangar principale viene attaccato da Fifield, ormai sfigurato e mutato dal liquido nero, che uccide diversi membri dell'equipaggio prima di soccombere e venire bruciato. Janek, il capitano della Prometheus, ipotizza che l'edificio alieno sia stato una base militare degli Ingegneri, sede di esperimenti su un'arma biologica, della quale probabilmente persero il controllo. Poco dopo le sonde rivelano una struttura sotterranea nascosta sotto la base degli Ingegneri; Janek comprende che si tratta di un'astronave. Intanto Weyland e la sua squadra entrano nella sala trovata da David e risvegliano l'Ingegnere. Su ordine di Weyland, l'androide tenta di comunicare con l'Ingegnere, perché gli chieda cosa egli desideri. L'ingegnere domanda perché lui desideri la vita eterna, e Weyland, spiega di definirsi come loro, un creatore, una divinità in terra e che ha bisogno di vivere più a lungo per creare altre meraviglie come hanno fatto gli ingegneri. Per tutta risposta l'ingegnere strappa la testa a mani nude all'androide e uccide Weyland e la sua squadra. Shaw riesce a fuggire dall'astronave aliena, mentre l'Ingegnere la riattiva e si prepara al decollo.
Shaw avendo compreso la verità, avverte Janek che il pianeta su cui si trovano, non è quello d'origine degli ingegneri, ma un laboratorio che usavano per testare armi di distruzione di massa e l'avverte che l'Ingegnere intende dirigersi verso la Terra per sterminare il genere umano; per fermarlo il capitano e i due navigatori decidono di sacrificarsi facendo schiantare la Prometheus contro l'astronave aliena, mentre Vickers abbandona la nave su una capsula di salvataggio. L'astronave danneggiata dell'Ingegnere, colpita dalla Prometheus, impatta al suolo girando su se stessa e schiacciando Vickers, e Shaw si dirige nella suite eiettabile per rifornirsi di ossigeno. Immediatamente riceve una comunicazione dall'androide, la cui testa è ancora funzionante, che l'avvisa che l'Ingegnere è sopravvissuto all'impatto e che si sta dirigendo verso la suite per ucciderla. Questo infatti forza l'entrata della navicella e l'attacca. Per difendersi, Shaw libera il suo feto alieno, divenuto un gigante proto-facehugger, che immobilizza l'Ingegnere con i suoi tentacoli, uno dei quali ne penetra il corpo attraverso la bocca e lo sovrasta uccidendolo.
David rivela a Shaw, unica sopravvissuta, che esistono altre astronavi e che egli è in grado di pilotarle. Shaw recupera il corpo in pezzi dell'androide e con il suo aiuto parte con un'altra astronave degli Ingegneri, con l'obiettivo non di tornare a casa sulla Terra, ma di raggiungere il pianeta degli Ingegneri, per chiedere loro perché vogliano annientare l'Umanità. Prima di decollare, la dottoressa lascia un messaggio radiofaro, che si ripeterà a intervalli, per chiunque lo intercetti, avvisando di stare lontani da quella luna. Nel finale, all'interno della suite della Prometheus, una mostruosa creatura fuoriesce dal petto dell'Ingegnere: il Diacono.

## Produzione

### Sviluppo
Già nel 1979 Ridley Scott era intenzionato a ritornare sulla saga di Alien girando un prequel riguardante le origini degli Xenomorfi. Anche il regista del primo sequel Aliens - Scontro finale, James Cameron, aveva espresso interesse a collaborare con Scott per la probabile produzione del film. Entro il 2003, il progetto è stato messo da parte per lo sviluppo di Alien vs. Predator, e rimase in sospeso per lungo tempo. Successivamente anche Sigourney Weaver, protagonista dell'intera saga, dimostrò la sua volontà di riprendere la parte del tenente Ellen Ripley, qualora fosse stato previsto. Nel 2006 poi Cameron annunciò il suo totale abbandono del progetto a causa di alcune controversie con la 20th Century Fox che diede l'intero progetto in mano a Scott. Nel maggio del 2009 la Fox annunciò che il nuovo film non sarebbe stato un sequel bensì una sorta di prequel della precedente serie. Nel giugno dello stesso anno la produzione si interruppe a causa di altre discordie questa volta tra la Fox e lo stesso Scott, ma nel luglio la Fox annunciò l'avvio del progetto affidato alla regia di Ridley Scott. Un anno dopo, Scott ha optato per una direzione diversa, producendo una storia che precede in parte quella di Alien, ma non collegata direttamente a quel franchise.
La pre-produzione iniziò nell'aprile 2010. Scott convinse la Fox a investire milioni di dollari non solo per un normale cast tecnico, ma anche per assumere dei veri scienziati affinché potessero immaginare e dare un'idea realistica di un mondo nel XXII secolo. Per volere di Scott, la trama rimase un segreto, messa sotto controllo anche da clausole firmate dal cast degli attori che proibiva loro di divulgare al pubblico anche minime parti. A loro era concesso leggere la sceneggiatura soltanto sotto controllo della produzione e mai privatamente. Scott non voleva che la trama finisse su Internet poiché riteneva che ne avrebbe snaturato l'originalità.
Le riprese sono iniziate il 21 marzo 2011 e sono durate quasi tre mesi. Una prima parte delle riprese è stata effettuata in Inghilterra, mentre le scene esterne del mondo alieno sono state effettuate in Islanda. Tra i principali luoghi delle riprese il vulcano Hekla e le cascate Dettifoss, che si possono vedere nella sequenza iniziale del film. Nel settembre successivo il set si spostò in Spagna in un complesso ad Alicante, dove oltre duecentocinquanta persone avevano lavorato per tre mesi alla costruzione dell'intero set che costò circa un milione di euro.
In post-produzione, Scott si incentrò principalmente sulla resa in 3D del film che a suo parere avrebbe intensificato la profondità delle immagini. Sebbene questo sia il primo film in 3D di Ridley Scott, lui stesso disse di avere trovato la tecnologia tridimensionale abbastanza facile da utilizzare anche per dei film futuri. Tra dicembre e gennaio sono poi state girate delle scene aggiuntive, tra cui quella in Scozia. Scott concluse i lavori del film nel marzo 2012.

### Cameo
La moglie di Ridley Scott, Giannina Facio, come già in altri suoi film compare in un cameo quasi impercettibile: è la madre della scienziata Elizabeth Shaw (Noomi Rapace) nel sogno criogenico spiato dall'androide David poco prima del risveglio a bordo della Prometheus.

### Incongruenze
Prometheus presenta alcune incongruenze con altri prodotti canonici della saga quali libri e fumetti. Infatti in diverse opere gli Ingegneri sono visti come una razza aliena, simil umanoidi ma con la testa che richiama l'aspetto di un elefante, che indossano tute spaziali exomorfe comprensive appunto di proboscide.
La caratterizzazione narrativa era stata delineata da Dan O'Bannon mentre quella estetica da Hans Ruedi Giger. Nel primo Alien vediamo solo l'Ingegnere ricoperto dalla tuta, ma nel fumetto Alien: Apocalypse così come in Alien: Outbreak vediamo diversi Ingegneri comparire senza maschera mostrando le loro fattezze. Anche nei videogame Aliens: A Comic Book Adventure troviamo gli Ingegneri con l'originale caratterizzazione, e nello sparatutto Alien Infestation uno dei boss è l'Alien-Jockey  che a riprova dell'aspetto estetico che era stato caratterizzato in quel modo, ha una proboscide.

## Promozione
Slogan promozionali

## Distribuzione
Il primo teaser trailer è stato diffuso dal 22 dicembre 2011. Il 29 aprile 2012 è stato invece diffuso a sorpresa un ulteriore trailer internazionale della lunghezza di tre minuti. L'uscita nelle sale cinematografiche statunitensi è avvenuta l'8 giugno 2012 a cura della 20th Century Fox. In Italia l'uscita era inizialmente prevista per il 14 settembre 2012, ma è poi slittata al 19 ottobre, a più di quattro mesi e mezzo di distanza dalla maggior parte delle uscite internazionali.
Il 12 luglio viene annunciato che è stata ripristinata la data d'uscita iniziale, ovvero il 14 settembre 2012.

## Accoglienza

### Incassi
Il film ha incassato in tutto il mondo 403354469 $.

### Critica
Il film è stato accolto dalla critica in modo misto, elogiato per gli effetti speciali, ma giudicato deludente per i contenuti e la sceneggiatura. Todd McCarthy di The Hollywood Reporter recensisce il film dicendo che "fornisce abbastanza spettacolo visivo, l'azione tesa e aderente, gli attacchi dei mostri striscianti per colpire con uno spot che ricerca emozioni forti, un'audience mondiale". Justine Chang di Variety ha scritto che il film "rimane terrestre in termini narrativi, suggerisce l'esistenza di un'intelligenza superiore senza rivelarne molto". Sul sito di recensioni Rotten Tomatoes il film detiene un 73% di gradimento basato su 269 recensioni professionali.

## Riconoscimenti
- 2013 – Premio Oscar
  - Candidatura per i migliori effetti speciali

## Scene tagliate
Una scena determinante per la comprensione del film è stata tagliata.
David, incalzato da Peter Weyland, spiega all'Ingegnere il motivo per cui sono venuti. Nella versione pubblicata l'Ingegnere in risposta stacca la testa a David usandola poi per colpire Weyland. Nella scena tagliata l'Ingegnere risponde alla domanda di David prima di staccargli la testa. In particolare David parla all'ingegnere in protoindoeuropeo, dicendo "Quest'uomo è qui perché non vuole morire. Crede che tu possa dargli più vita". La traduzione è merito del dottor Anil Biltoo del SOAS Language Centre, Londra, che è stato il consulente linguistico della produzione. Pur non essendo disponibile una traduzione per le risposte dell'Ingegnere egli appare decisamente indignato dalle parole di David. Una scena modificata rispetto alla versione cinematografica vede Fifield trasformato in una specie di ibrido tra un umano e un drone simile a quello che appare nel primo film. Tuttavia Ridley Scott ha voluto modificare il risultato della mutazione in post-produzione preferendo non mostrare troppe similitudini e collegamenti diretti con gli altri film. In un'altra delle scene tagliate la dottoressa Shaw chiede a David di riferirle circa la provenienza degli Ingegneri e David risponde "Non c'è una traduzione diretta, ma... una veloce traduzione concede altre parole simili a essa... Paradiso".

## Sequel
Noomi Rapace, protagonista del film, ha dichiarato che Ridley Scott stava lavorando al sequel di Prometheus, intitolato Alien: Paradise Lost (inizialmente si era pensato a Paradise). Nell'ottobre del 2013 Scott ha affermato che lo script era completo. Nel novembre 2015 Ridley Scott definisce il film come la seconda pellicola della Tetralogia Prequel di Alien. Inoltre ha ribadito che le riprese sarebbero partite a febbraio 2016. L'11 novembre 2015, ospite all'AFI Festival di Los Angeles, l'autore ha presentato un nuovo titolo al sequel: Alien: Covenant, confermato dalla 20th Century Fox con uscita a maggio 2017.

## Opere derivate
Dal 2014 Dark Horse Comics ha pubblicato alcuni fumetti basati sul film Prometheus:
- Prometheus: Fire and Stone (settembre - dicembre 2014)
- Prometheus: Fire and Stone - Omega (febbraio 2015)
- Prometheus: The Complete Fire and Stone (ottobre 2015)
- Prometheus: Life and Death (giugno - settembre 2016)
- Prometheus: Life and Death - Final Conflict, pubblicato il 26 aprile 2017. Scritto da Dan Abnett, illustrato da Brian Albert Thies, colorato da Rain Beredo, copertina di David Palumbo.